# Zygonoides fraseri
Zygonoides fraseri là một loài chuồn chuồn ngô thuộc họ Libellulidae. Nó được tìm thấy ở Ghana và Uganda. Các môi trường sống tự nhiên của chúng là xavan khô, vùng đất có cây bụi nhiệt đới hoặc cận nhiệt đới, và sông.